# Cows Creamery
Cows Creamery — канадский производитель мороженого и сеть кафе-мороженых, базирующаяся в Шарлоттауне, остров Принца Эдуарда. Компания была основана в Кавендише в 1983 году и с тех пор расширилась, выпуская сыр чеддер и товары с коровьей тематикой. Cows Creamery был назван «лучшим мороженым Канады» по результатам опроса читателей Reader’s Digest и вошёл в число 10 лучших мест в мире, где можно купить мороженое по версии Tauck World Discovery.

## История
В 1983 году в Кавендише открылась первая компания Cows Creamery. В 2006 году компания начала производить сыр, в том числе свой основной продукт — чеддер Avonlea Clothbound. По результатам опроса общественного мнения Reader's Digest, мороженое этой компании было признано «лучшим мороженым Канады», а в 2008 году занял 1-е место в «десятке лучших мест в мире по продаже мороженого» по версии Tauck World Discovery. У компании есть 13 магазинов, расположенных по всей Канаде.
В 2007 году Cows Creamery объявила о строительстве нового корпоративного офиса площадью 2300 м² в Шарлоттауне, строительство которого было оплачено за счёт кредита, предоставленного правительством острова Принца Эдуарда. Новое предприятие будет построено по образцу штаб-квартиры Ben & Jerry’s в Вермонте и будет выполнять функции централизованного производства мороженого и футболок all Cows. Новая штаб-квартира также станет туристической достопримечательностью, где посетители смогут понаблюдать за производством мороженого и одежды. В 2008 году площадь объекта была увеличена до 3000 м²; в проекте было предусмотрено место для производства сыра.

## Продукты

### Сыр
В 2006 году Cows Creamery расширила ассортимент, включив в него сыр чеддер.
Компания выпускает чеддер Avonlea Clothbound в тканевой упаковке в 10-килограммовых формочках и выдерживает его в течение 12 месяцев. Чеддер в авонлейской обертке получил название «тканевый» из-за «традиционной технологии приготовления чеддера», когда его заворачивают в сырную ткань, — метода, который зародился в Сомерсете, Великобритания. Название Avonlea Clothbound происходит от названия острова Принца Эдуарда и романа «Аня из Зелёных Мезонинов». Чеддер Avonlea Clothbound получил вторую премию в своей категории на Чикагской конференции Американского общества сыроваров в 2008 году.

### Мороженое
Компания производит более 32 сортов мороженого.